# Nguyên lý ánh xạ mở
Trong toán học, có 2 định lý có cùng tên "nguyên lý ánh xạ mở". Trong cả hai trường hợp, chúng đều đưa ra những điều kiện mà nếu thỏa thì một số ánh xạ cho trước là ánh xạ mở, nghĩa là ảnh của những tập mở là những tập mở. Đó là những kết quả quan trọng, vì không giống như ảnh ngược, ảnh của ánh xạ thường là ít thông tin hơn.

## Giải tích hàm
Trong giải tích hàm, nguyên lý ánh xạ mở, cũng được biết đến như là Định lý Banach-Schauder, là một kết quả căn bản phát biểu rằng: nếu A: X → Y là một toàn ánh liên tục và tuyến tính giữa các không gian Banach X và Y, thì A là một ánh xạ mở (i.e. nếu U là một tập mở trong X, thì A(U) là tập mở trong Y).
Chứng minh định lý này sử dụng định lý phạm trù Baire.
Nguyên lý ánh xạ mở có hai hệ quả quan trọng sau đây: 
- Nếu A: X → Y là một song ánh liên tục tuyến tính giữa hai không gian Banach X và Y, thì toán tử ngược A−1: Y → X cũng liên tục (điều này gọi là định lý hàm ngược bị chặn).
- Nếu A: X → Y là một toán tử tuyến tính giữa hai không gian Banach X và Y, và nếu như mọi dãy (xn) trong X với xn → 0 và Axn → y thì điều kéo theo là y = 0, thì A liên tục (Định lý đồ thị đóng).

## Giải tích phức
Trong giải tích phức, định lý ánh xạ mở phát biểu rằng nếu U là một tập mở connected trong mặt phẳng phức C và f: U → C là một hàm số holomorphic không phải là hằng số, thì f là một ánh xạ mở (nghĩa là nó gửi các tập mở U đi thành các tập mở trong mặt phẳng phức C).
Định lý ánh xạ mở đưa ra điểm khác biệt rõ giữa holomorphy và khả vi thực (real-differentiability). Trên đường thẳng thực, ví dụ, hàm số f(x) = x2 không phải là ánh xạ mở (hàm này gửi đường thẳng thực (mở) thành đoạn {\displaystyle [0,\infty )}. 
Trong khi đó, f (z) = z2 là hàm holomorphic.
Định lý này kéo theo một hàm số holomorphic không thể đưa một đĩa mở vào một phần của đường thẳng.